# Sambre (historieta)
Sambre es une serie de historietas creada por Balac e Yslaire en 1986, y continuada por el último en solitario hasta el 2003. En el 2007 se inició La guerra de los Sambre, dibujada ya por otros autores.

## Argumento
Sambre es un drama romántico ambientado en la Revolución francesa de 1848 que narra el trágico amor entre Bernard Sambre, representante de la burguesía rural, y Julie, una vagabunda de ojos rojos.

## Trayectoria editorial
| Título                                   | Guionista/Dibujante                  | Publicación original | 1ª publicación en álbum | Publicación en España |
| ---------------------------------------- | ------------------------------------ | -------------------- | ----------------------- | --------------------- |
| Plus ne m'est rien (Ya nada me importa)  | Balac/Yslaire                        | "Circus", 1985       | 1986                    | Glénat, 199           |
| Je sais que tu viendras (Se que vendrás) | Balac/Yslaire                        |                      | 1990                    |                       |
| Révolution, révolution...                | Yslaire                              |                      | 1993                    |                       |
| Faut-il que nous mourions ensemble ?     | Yslaire                              |                      | 1996                    |                       |
| Maudit soit le fruit de ses entrailles   | Yslaire                              |                      | 2003                    |                       |
| La Mer vue du Purgatoire                 | Yslaire                              |                      | 2011                    |                       |
| Le mariage d'Hugo                        | Yslaire/Jean Bastide y Vincent Mezil |                      | 2007                    |                       |
| La passion selon Iris                    | Yslaire/Jean Bastide y Vincent Mezil |                      | 2008                    |                       |
| La Lune qui regarde                      | Yslaire/Jean Bastide y Vincent Mezil |                      | 2009                    |                       |
| L'Éternité de Saintange                  | Yslaire y Boidin                     |                      | 2010                    |                       |